# オーラヴ・ハンソン
オーラヴ・ハンソン（Olav Hansson、1957年7月23日 - ）はノルウェー、オスロ郊外Røa出身の元スキージャンプ選手。"Stilhopperen fra Røa"として知られ、白いジャンプスーツがトレードマークであった。

## プロフィール
ハンソンは比較的遅咲きの選手で、スキージャンプ・ワールドカップにデビューしたのは1981年12月30日のジャンプ週間オーベルストドルフで24歳の時だった。この試合では32位だったが第2戦ガルミッシュ＝パルテンキルヒェンでは9位となった。
地元のオスロで開催された1982年ノルディックスキー世界選手権の代表に抜擢され、70m級で7位、90m級で銀メダルを獲得、団体戦では金メダルを獲得した。
同年のノルウェー選手権、70m級で3位、90m級では2位となった。
1982/83シーズンも好調で12月18日のコルティナダンペッツォで2位になるとジャンプ週間で自己最高の総合8位、シーズンを通じて2位5回、3位3回を記録して総合4位となった。
1983年のノルウェー選手権では70m級、90m級ともに2位となった。
翌シーズンは国際大会に出場せず、1984/85シーズンのジャンプ週間でワールドカップに復帰するも振るわなかった。
1985/86シーズンのジャンプ週間では総合8位と復活の兆しを見せた。
1986/87シーズン、シャモニー（フランス）で自己最高の2位、ノルウェー選手権70m級で3位と好成績をあげたが、
1987年3月21日の地元ホルメンコーレン大会で14位となったのを最後に現役を引退した。